# ベルゲンの戦い (1759年)
ベルゲンの戦い（ベルゲンのたたかい、英語: Battle of Bergen）は七年戦争中の1759年4月13日、ヘッセン＝カッセル方伯領のベルゲンにおいてフェルディナント・フォン・ブラウンシュヴァイク＝ヴォルフェンビュッテル率いるイギリス・ハノーファー・ヘッセン＝カッセル連合軍とブロイ公率いるフランス軍の間の戦闘。

## 背景
ハノーファー、イギリス、ヘッセン＝カッセル、ブラウンシュヴァイク＝ヴォルフェンビュッテルの連合軍3万7千を率いたフェルディナント・フォン・ブラウンシュヴァイク＝ヴォルフェンビュッテルは1759年の戦役を開始した。しかし、情勢は楽観視できるものではなかった。コンタード侯爵率いるフランス軍主力6万人はニーダーライン地方からハノーファーを侵攻しようとし、ブロイ公爵率いるフランス軍3万もフランクフルト・アム・マインで集結した。そのためフェルディナントは、それら二つの敵軍の各個撃破を企図する。

## 経過と結果
1759年4月13日、フェルディナントはブロイ軍に遭遇した。彼はすぐさま攻撃を命じた。しかし、フランス軍の陣地は余りにも強固であることが明らかとなった。連合軍は三度にわたって撃退される。そのため指揮下の軍の全体を危険に晒さないよう、フェルディナントは2,373名の損害を出しつつ攻撃を中止した。戦死者にはヘッセン＝カッセル軍のヨハン・カジミール・フォン・イーゼンブルク＝ビルシュタイン伯爵中将が含まれていた。一方、フランス軍は勝利を挙げながらもほぼ4,000名の損失を甘受しなくてはならなかった。その中にはザクセンのゲオルク・カール・フォン・ダイエルン中将もいた。